# Messerschmitt Me 155
Il Messerschmitt Me 155 fu un caccia d'alta quota, monoposto, monomotore e monoplano ad ala bassa, sviluppato dall'azienda aeronautica tedesca Messerschmitt AG nei primi anni quaranta e rimasto allo stadio progettuale.
Derivato dal Bf 109, dopo vari problemi e ritardi nella prima fase di sviluppo, il progetto passò definitivamente alla Blohm & Voss, mutando la denominazione del progetto che diventò Blohm & Voss BV 155.
Il numero 155 era stato precedentemente assegnato alla Klemm Leightflugzeugbau, ma dato che non aveva in previsione di produrre un progetto con quella denominazione, il Reichsluftfahrtministerium (RLM) lo riassegnò alla Messerschmitt.

## Storia del progetto
Nel settembre 1939, l'avvio dei bombardamenti sulla Germania durante la seconda guerra mondiale determinò l'inizio dell'evoluzione dei profili di missione per le forze aeree in conflitto: da parte alleata fu necessario sviluppare bombardieri capaci di operare da quota sempre più elevata per sfuggire alle capacità di intercettazione di caccia e antiaerea della Luftwaffe mentre, già l'anno successivo il Technische Amt (ufficio tecnico) dell'RLM richiese l'avvio dello sviluppo di un nuovo modello di höhenjäger (caccia d'alta quota) coinvolgendo sia i costruttori aeronautici che le aziende produttrici di motori, soprattutto Daimler-Benz e Junkers Flugzeug- und Motorenwerke, per la necessità di costruire propulsori in grado di mantenere prestazioni di spicco, malgrado le difficoltà derivanti dalla rarefazione dell'ossigeno tipica delle quote elevate.
Nel 1941 l'ufficio tecnico della Messerschmitt aveva iniziato a sviluppare un progetto derivato dal Bf 109, inizialmente indicato come una sua variante (Bf 109 ST) ma cui, per le sue considerevoli differenze, l'RLM decise di assegnare una nuova sigla ufficiale: Me 155. Il modello era caratterizzato dall'adozione di una diversa ala, dal notevole allungamento, ottimizzata per operare a elevata quota di tangenza e che alloggiava il carrello d'atterraggio principale con gambe di forza dalla carreggiata maggiorata e retraibili, al contrario del Bf 109, con movimento verso la fusoliera. Originariamente il Me 109 ST prevedeva almeno tre sottovarianti, indicate come A, B e C: la versione A era destinata ad operare dalla futura e mai completata portaerei Graf Zeppelin mentre la B prevedeva l'adozione del nuovo motore Daimler-Benz DB 628, anch'esso in fase di sviluppo e ottimizzato per l'impiego ad alta quota.
L'azienda, già gravata dalla necessità di sviluppare altri progetti, tra le evoluzioni dei suoi Bf 109 e Bf 110, decise di trasferire il lavoro di sviluppo del Me 155 a Parigi, nella Francia occupata. Vari problemi non fecero che far slittare i lavori per un ulteriore anno, procedendo molto lentamente e a inizio 1943, quando oramai il Focke-Wulf Ta 152 era stato dichiarato molto più concreto e promettente, l'ufficio tecnico aveva deciso di dedicarsi a una variante ancora più estrema, indicata come P.1091, anche in questo caso mai evolutasi oltre il tavolo da disegno.
Lo sviluppo del Me 155 venne quindi affidato alla Blohm & Voss la quale decise di intervenire riprogettando radicalmente intere sezioni del modello, evolutosi nel Blohm & Voss BV 155, che al contrario di quanto fatto dalla Messerschmitt riuscì a concretizzare almeno in prototipi avviati alle prove di volo.